# (1447) Utra
(1447) Utra – planetoida z pasa głównego asteroid okrążająca Słońce w ciągu 4 lat i 14 dni w średniej odległości 2,53 au. Została odkryta 26 stycznia 1938 roku w Obserwatorium Iso-Heikkilä w Turku przez Yrjö Väisälä. Nazwa planetoidy pochodzi od miejscowości Utra w Finlandii, miejsca urodzenia odkrywcy, włączonego do Joensuu w 1950 roku. Przed nadaniem nazwy planetoida nosiła oznaczenie tymczasowe (1447) 1938 BB.